# Andrei Mirónov
Andrei Aleksàndrovitx Mirónov (en rus: Андре́й Алекса́ндрович Миро́нов, nascut Menàker (Мена́кер); 7 de març de 1941, Moscou – 16 d'agost de 1987, Riga) fou un actor soviètic de teatre i cinema i un cantant molt popular. Artista del poble de l'RSFSR (1980). Va actuar en algunes de les més famoses pel·lícules soviètiques, com ara Bril·liàntovaia rukà, Compte amb el cotxe o Les dotze cadires.

## Biografia
Mirónov va estudiar a l'escola del teatre Vakhtàngov a principis dels anys 1950. De 1958 a 1962, va estudiar actuació a l'Escola Sxukin de Moscou. Del 18 de juny de 1962 fins a la seva mort el 1987, Mirónov va ser membre permanent del conjunt del Teatre de Sàtira de Moscou. El 1961 va actuar en la seva primera pel·lícula, I si això és amor?
El 14 de novembre de 1980 va rebre la Medalla dels Treballadors Distingits. El 18 de desembre del mateix any va ser guardonat amb el títol d'artista del poble de la República Socialista Federada Soviètica de Rússia (RSFSR).
Andrei Mirónov és conegut i estimat pels seus papers en pel·lícules realitzades per Eldar Riazànov, Leonid Gaidai, Mark Zakhàrov i altres directors soviètics de cinema. Va ser un comediant multifacètic i va fer diversos papers, com ara el d'un buròcrata soviètic, de Figaro, d'un espia romàntic, d'un membre de la intel·liguèntsia russa, d'un estafador, d'un pioner de cinema estatunidenc, d'un narrador de contes populars, etc.
El 1987, durant un dels seus torneigs a Letònia, es va desmaiar mentre actuava en el paper principal en Les noces de Fígaro. Va ser dut a un hospital, on va morir dos dies més tard. La seva mort va succeir només nou dies després de la mort del seu íntim amic Anatoli Papànov, amb qui havia actuat en diverses pel·lícules. La causa de la seva mort va ser un sagnat intern excessiu del cervell, causat per un aneurisma cerebral congènit.

## Vida personal
Els pares de Mirónov, Aleksandr Semiónovitx Menàker i Maria Vladímirovna Mirónova, eren un duo còmic conegut a nivell nacional. Andrei Mirónov va ser casat dues vegades. La seva primera esposa va ser Iekaterina Gràdova, amb qui va tenir una filla, Maria. La segona esposa va ser Larissa Golúbkina, una cantant i actriu més coneguda pel seu paper de dona hússar en Balada d'hússar. Maria Andréievna Mirónova i la seva filla adoptiva Maria Golúbkina (del seu matrimoni amb Larissa) van tenir carreres d'èxit en el cinema rus.

## Llegat
- A Vorónej, Ijevsk[3] i Kurgan[4] hi ha carrers que porten el seu nom.
- El planeta menor 3624 Mironov, descobert per les astrònomes soviètiques Liudmila Karàtxkina i Liudmila Juravliova el 1982, porta el seu nom.[5]

## Filmografia
- I si això és amor? (А если это любовь?) (1961), Piotr
- El meu germà petit (Мой младший брат) (1962), Iura Popov
- Dos diumenges (Два воскресенья) (1963), periodista
- Tres més dos (Три плюс два) (1963), Roman Liubeixkin
- Un any com una vida (Год как жизнь) (1965), Friedrich Engels
- Compte amb el cotxe (Берегись автомобиля) (1966), Dmitri Semitsvétov
- Les faules del bosc rus (Сказки русского леса) (1966, telefilm), xofer
- Una paret misteriosa (Загадочная стена) (1967), Valentín Karpukhin
- Bril·liàntovaia rukà (Бриллиантовая рука) (1968), Gennadi Petróvitx Kozodóiev (Gueixa / "El comte")
- Estimar (Любить) (1968), home jove en una festa
- La classe de literatura (Урок литературы) (1968), Féliks
- Rapte de cap d'any (Новогоднее похищение) (1969, telefilm), cameo
- Dos somriures (Две улыбки) (1970), l'avi jove
- Felicitat familiar (Семейное счастье) (1970), Fiódor Fiódorovitx Sigàiev
- Que sabeu viure? (Умеете ли вы жить?) (1970), rol episòdic
- Agafeu-vos als núvols (Держитесь за облака) (1971), Túkman, general blanc
- El patrimoni de la república (Достояние республики) (1971), Xilovski (el Marquès)
- Els lladres vells (Старики-разбойники) (1971), Iuri Ievguénievitx Proskudin
- L'ombra (Тень) (1971), Cèsar Borja
- El Nen i Karlsson que viu a la teulada (Малыш и Карлсон, который живёт на крыше) (1971, telefilm), lladregot Rulle
- Les increïbles aventures dels italians a Rússia (Невероятные приключения итальянцев в России) (1974), Andrei Vassíliev
- Un dia boig o les noces de Fígaro (Безумный день, или Женитьба Фигаро) (1974, telefilm), Fígaro
- Les velles parets (Старые стены) (1973), Arkadi
- Lev Gúritx Sinitxkin (Лев Гурыч Синичкин) (1974, telefilm), conductor del cor
- El barret de palla (Соломенная шляпка) (1974, telefilm), Leonidas Fadinard
- El casament repetit (Повторная свадьба) (1975), Ilià Fiódorovitx
- Pàgines del diari de Petxorin (Страницы журнала Печорина) (1975, telefilm), Gruixnitski
- Un pas a l'encontre (Шаг навстречу) (1975), Markel Vladímirovitx Kotxetkov
- Les orenetes del cel (Небесные ласточки) (1976, telefilm), Celestin / Floridor
- Les dotze cadires (12 стульев) (1976, telefilm), Ostap Bénder
- Un miracle ordinari (Обыкновенное чудо) (1978), ministre administrador
- Cap signe personal (Особых примет нет) (1978), Gleb Vitàlievitx Glàzov
- Tres homes en una barca (Трое в лодке, не считая собаки) (1979, telefilm), Gerome, J., Mrs. Baikli, taverner, pescador borratxo, oncle Podger
- Fantasies de Fariàtiev (Фантазии Фарятьева) (1979, telefilm), Pàvel Pàvlovitx Fariàtiev
- El fracàs de l'operació "Terror" (Крах операции «Террор») (1980), Gleb Vitàlievitx Glàzov
- EL nomenament (Назначение) (1980, telefilm), Aleksei Iúrievitx Liamin
- Digueu una paraula pel pobre hússar (О бедном гусаре замолвите слово) (1980, telefilm), narrador (autor)
- Sigui el meu marit (Будьте моим мужем) (1982), Víktor
- L'inspector general (Ревизор) (1982, telefilm), Ivan Aleksàndrovitx Khlestakov
- El conte de les peregrinacions (Сказка странствий) (1982), Orlando
- Algunes coses de la vida provincial (Кое-что из губернской жизни) (1983, telefilm), narrador / tinent
- La rossa al voltant del racó (Блондинка за углом) (1984), Nikolai Gavrílovitx Porivàiev
- El meu amic Ivan Lapxín (Мой друг Иван Лапшин) (1984), Khanin
- Victòria (Победа) (1984), Charles Bright
- No cal estar trist (Грустить не надо) (1985), cameo
- Un home del bulevard des Caputxins (Человек с бульвара Капуцинов) (1987), Johnny First
- El rastrejador (Следопыт) (1987), Sanglier